# U23-Weltmeisterschaften im Rudern 2007
Die U23-Weltmeisterschaften im Rudern 2007 fanden vom 26. bis 29. Juli 2007 auf dem Gewässer Strathclyde Loch im Strathclyde Country Park in Motherwell nahe der Stadt Glasgow, Schottland statt.
Die Organisatoren sind sehr erfahren in der Durchführung von internationalen Ruder- und Kanuregatten. Unter anderem wurde auf dem Strathclyde Loch die Ruder-Weltmeisterschaften der nichtolympischen Bootsklassen 1996 zusammen mit den Junioren-Weltmeisterschaften 1996 durchgeführt. 1992 fand auch schon der Vorgängerwettbewerb der U23-Weltmeisterschaften, der Nations Cup auf dem Strathclyde Loch statt.
Bei den Meisterschaften wurden 20 Wettbewerbe ausgetragen, davon zwölf für Männer und acht für Frauen.
Teilnahmeberechtigt war eine Mannschaft je Wettbewerbsklasse aus allen Mitgliedsverbänden des Weltruderverbandes. Eine Qualifikationsregatta existierte nicht.

## Ausgeschriebene Wettbewerbe
| Männer           | Frauen           |
| ---------------- | ---------------- |
| Einer            | Einer            |
| LGW-Einer        | LGW-Einer        |
| Doppelzweier     | Doppelzweier     |
| LGW-Doppelzweier | LGW-Doppelzweier |
| Doppelvierer     | Doppelvierer     |
| LGW-Doppelvierer |                  |
| Zweier ohne      | Zweier ohne      |
| LGW-Zweier ohne  |                  |
| Vierer ohne      | Vierer ohne      |
| LGW-Vierer ohne  |                  |
| Vierer mit       |                  |
| Achter           | Achter           |

## Ergebnisse
Hier sind die Medaillengewinner aus den A-Finals aufgelistet. Diese waren mit sechs Booten besetzt, die sich über Vor- und Hoffnungsläufe sowie Viertel- und Halbfinals für das Finale qualifizieren mussten. Die Streckenlänge betrug in allen Läufen 2000 Meter.

### Männer
| Bootsklasse                                   | Gold | Gold    | Silber | Silber  | Bronze | Bronze  |
| --------------------------------------------- | --- | ------- | --- | ------- | --- | ------- |
| Einer (BM1x)                                  | Neuseeland Joseph Sullivan | 6:48,75 | Litauen Mindaugas Griškonis | 6:54,27 | Deutschland Robert Bertram | 6:55,21 |
| Leichtgewichts-Einer (BLM1x)                  | Neuseeland Storm Uru | 7:02,11 | Niederlande Timothee Heijbrock | 7:05,63 | Deutschland Ingo Voigt | 7:06,06 |
| Doppelzweier (BM2x)                           | Belarus Dsjanis Mihal Stanislau Schtscharbatschenja                                                                                | 6:19,24 | Deutschland Karl Schulze Tim Grohmann | 6:19,60 | Vereinigtes Königreich Charles Cousins Bill Lucas                                                                                                  | 6:21,24 |
| Leichtgewichts-Doppelzweier (BLM2x)           | Frankreich Maxime Goisset Fabien Dufour                                                                                            | 6:24,77 | Ungarn Tamás Varga Péter Galambos | 6:30,69 | Deutschland Moritz Koch Christoph Schregel | 6:35,50 |
| Doppelvierer (BM4x)                           | Deutschland Clemens Wenzel Martin Gulyas Daniel Makowski Stephan Krüger                                                            | 5:48,40 | Frankreich Benjamin Chabanet Jean-Marie Imbert Michael Molina Gaetan Delhon                                                                                | 5:49,53 | Australien Thomas Swann Sam Renton Danjels Reedman Steve Fletcher                                                                                  | 5:49,71 |
| Leichtgewichts-Doppelvierer (BLM4x)           | Italien Matteo Amigoni Filippo Manfredi Antonio Pizzurro Daniele Danesin                                                           | 5:53,57 | Frankreich Guillaume Rochet Quentin Colard Stany Delayre Romain Boutron                                                                                    | 5:55,90 | Dänemark Sophus Johannesen Martin Batenburg Nils Stene Henrik Stephansen                                                                           | 5:57,16 |
| Zweier ohne Steuermann (BM2-)                 | Griechenland Giannis Tsilis Georgios Tziallas                                                                                      | 6:31,51 | Italien Stefano Correale Matteo Castaldo | 6:33,43 | Vereinigtes Königreich Tom Wilkinson Charles Burkitt                                                                                               | 6:34,70 |
| Leichtgewichts-Zweier ohne Steuermann (BLM2-) | Italien Andrea Caianiello Armando Dell’Aquila                                                                                      | 6:34,66 | Südafrika James Thompson Matthew Brittain | 6:35,01 | Spanien Juan Luis Fernandez Tomas Javier Gonzalez Nieto                                                                                            | 6:44,98 |
| Vierer ohne Steuermann (BM4-)                 | Deutschland Sebastian Schmidt Fokke Beckmann Richard Schmidt Kristof Wilke                                                         | 5:57,55 | Neuseeland Jared Pehi Benjamin Hammond David Eade Christopher Harris                                                                                       | 6:00,51 | Vereinigtes Königreich Colin Scott Cameron Nichol Oliver Moore Mohamed Sbihi                                                                       | 6:02,12 |
| Leichtgewichts-Vierer ohne Steuermann (BLM4-) | Griechenland Apostolos Kourkoumpas Nikolaos Gountoulas Apostolos Gountoulas Evangelos Tsourtsoulas                                 | 6:04,10 | Österreich Dominik Sigl Oliver Komaromy Paul Ruttmann Christian Rabel                                                                                      | 6:04,50 | Schweiz Martin Leu Simon Niepmann Silvan Zehnder Martin Hobi                                                                                       | 6:05,32 |
| Vierer mit Steuermann (BM4+)                  | Italien Leopoldo Sansone Vincenzo Capelli Romano Battisti Andrea Palmisano Leonardo Bellucci (Stm.)                                | 6:15,57 | Frankreich Paul-Francois Carretero Victor Bordereau Romain Lécuyer Guillaume Sartelet Benjamin Manceau (Stm.)                                              | 6:18,45 | Vereinigtes Königreich Ryan Davies Peter Marsland Alexander Holden-Smith George Laughton Andrew Graham (Stm.)                                      | 6:20,92 |
| Achter (BM8+)                                 | Estland Rauno Talisoo Alo Kuslap Martin Absalon Sten Villmann Artur Maier Alvar Räägel Jaan Laos Andrus Sabiin Nikita Lunin (Stm.) | 5:33,90 | Deutschland Maximilian Reinelt Ruben Anemüller Daniel Holert Felix Feldhaus Sebastian Kasielke Max Bandel Thomas Protze Marco Neumann Arman Lahouti (Stm.) | 5:34,29 | Australien Andrew Conolly Richard Allsop Mitchell Estens John Linke Edward Boyce James Goswell Thomas Larkins Terrence Alfred Tobias Lister (Stm.) | 5:34,73 |

### Frauen
| Bootsklasse                         | Gold | Gold    | Silber | Silber  | Bronze | Bronze  |
| ----------------------------------- | --- | ------- | --- | ------- | --- | ------- |
| Einer (BW1x)                        | Neuseeland Emma Twigg | 7:34,87 | Polen Natalia Madaj | 7:40,24 | Ungarn Katalin Szabó | 7:41,76 |
| Leichtgewichts-Einer (BLW1x)        | Griechenland Alexandra Tsiavou | 7:40,96 | Frankreich Coralie Simon | 7:45,18 | Deutschland Anja Noske | 7:48,32 |
| Doppelzweier (BW2x)                 | Tschechien Jitka Antošová Gabriela Vařeková | 6:58,46 | Deutschland Julia Richter Lena Möbus | 6:59,43 | Polen Magdalena Fularczyk-Kozłowska Kamila Soćko | 7:03,29 |
| Leichtgewichts-Doppelzweier (BLW2x) | Polen Weronika Deresz Karolina Widun | 7:07,40 | Dänemark Marie Gottlieb Sine Christiansen | 7:08,66 | Italien Viviana Bulgarelli Erika Mai | 7:09,31 |
| Doppelvierer (BW4x)                 | Vereinigte Staaten Alison Fishman Esther Lofgren Lindsay Meyer Genevra Stone | 6:32,59 | Australien Renee Kirby Emma McCarthy Charlotte Walters Lisa Szatsznajder                                                                                | 6:33,38 | Vereinigtes Königreich Kristina Stiller Francesca Jus-Burke Atlanta St. John Lauren Fisher                                                           | 6:34,11 |
| Zweier ohne Steuerfrau (BW2-)       | Vereinigtes Königreich Olivia Whitlam Heather Stanning | 7:15,90 | Rumänien Andreea Harpa Nicoleta Albu | 7:21,28 | Belarus Alena Makhala Nadseja Belskaja | 7:23,25 |
| Vierer ohne Steuerfrau (BW4-)       | Italien Anna Bonciani Cristina Romiti Carlotta Baratto Anita Pinto | 6:45,65 | Australien Elizabeth Alderman Megan Bagworth Emily Rose Sascha Lahey                                                                                    | 6:47,43 | Vereinigtes Königreich Victoria Bryant Emily Taylor Kirsty Myles Rachael Jefferies                                                                   | 6:48,53 |
| Achter (BW8+)                       | Belarus Natallja Mihal Sinaida Kljutschynskaja Natallja Prywalawa Alena Sacharawa Natallja Koschal Nina Bondarawa Wolha Schtscharbatschenja Wolha Plaschkowa Anastassija Kazjaschowa (Stf.) | 6:15,20 | Deutschland Kerstin Hartmann Katrin Reinert Kathrin Thiem Silke Müller Sandra Dalloff Anika Kniest Sonja Ziegler Franziska Kegebein Silja Hansen (Stf.) | 6:15,43 | Vereinigte Staaten Anne Kennedy Kerry Birk Megan Smith Suzanne Van Fleet Eleanor Logan Jamie Redman Mara Allen Andrea Sooter Katelin Guregian (Stf.) | 6:17,85 |

## Medaillenspiegel
| Platz | Land                   | Gold | Silber | Bronze | Gesamt |
| ----- | ---------------------- | ---- | ------ | ------ | ------ |
| 1     | Italien                | 4    | 1      | 1      | 6      |
| 2     | Neuseeland             | 3    | 1      |        | 4      |
| 3     | Griechenland           | 3    |        |        | 3      |
| 4     | Deutschland            | 2    | 4      | 4      | 10     |
| 5     | Belarus                | 2    |        | 1      | 3      |
| 6     | Frankreich             | 1    | 4      |        | 5      |
| 7     | Polen                  | 1    | 1      | 1      | 3      |
| 8     | Vereinigtes Königreich | 1    |        | 6      | 7      |
| 9     | Vereinigte Staaten     | 1    |        | 1      | 2      |
| 10    | Estland                | 1    |        |        | 1      |
| 10    | Tschechien             | 1    |        |        | 1      |
| 12    | Australien             |      | 2      | 2      | 4      |
| 13    | Ungarn                 |      | 1      | 1      | 2      |
| 14    | Dänemark               |      | 1      | 1      | 2      |
| 15    | Litauen                |      | 1      |        | 1      |
| 15    | Niederlande            |      | 1      |        | 1      |
| 15    | Österreich             |      | 1      |        | 1      |
| 15    | Rumänien               |      | 1      |        | 1      |
| 15    | Südafrika              |      | 1      |        | 1      |
| 20    | Schweiz                |      |        | 1      | 1      |
| 20    | Spanien                |      |        | 1      | 1      |
| Summe | Summe                  | 20   | 20     | 20     | 60     |